# Bernhard von Gaza
Bernhard von Gaza, nemški veslač, * 6. maj 1881, † 25. september 1917.
Berhard von Gaza je za Nemško cesarstvo na Poletnih olimpijskih igrah 1908 v Londonu v enojcu osvojil bronasto medaljo. 